# Бескудик
Бескуди́к (каз. Бесқұдық) — село у складі Хобдинського району Актюбінської області Казахстану. Адміністративний центр та єдиний населений пункт Бегалинського сільського округу.
Населення — 1000 осіб (2021; 1303 у 2009, 1670 у 1999, 1875 у 1989).
До 2020 року село називалось Калиновка.